# Уолтон, Тасма
Та́сма Уо́лтон (англ. Tasma Walton;род. 19 августа 1973, Джералдтон, Западная Австралия) — австралийская актриса.

## Биография
Тасма Уолтон родилась 19 августа 1973 года в Джералдтоне (штат Западная Австралия, Австралия).

## Карьера
Тасма снимается в кино с 1995 года и за это время она сыграла в 28-ми фильмах и телесериалах. Уолтон — лауреат премий «Logie Award», Sochi International Film Festival и Sochi International Film Festival (1997) за роли Дейдры Е. МакКинли в телесериале «Blue Heelers» (1995—1999) и Марии Лупи в фильме «Пригоршня мух» (1997).

## Личная жизнь
В 2004 году закончились её семилетние отношения с актёром Дэнни Робертсом. С 16 июня 2009 года Тасма замужем за комиком Ровом МакМанусом (род.1974), с которым она встречалась 18 месяцев до их свадьбы. У супругов есть дочь — Руби Аурелия МакМанус (род.16.12.2013).

## Избранная фильмография
| Год       |    | Русское название   | Оригинальное название | Роль               |
| --------- | -- | ------------------ | --------------------- | ------------------ |
| 1995—1999 | с  |                    | Blue Heelers          | Дейдра Е. МакКинли |
| 1997      | ф  | Пригоршня мух      | Fistful of Flies      | Мария Лупи         |
| 2000      | тф | Виртуальный кошмар | Virtual Nightmare     | Венди              |
| 2000—2002 | с  | Повелитель зверей  | BeastMaster           | Каро               |
| 2009      | с  | Морской патруль    | Sea Patrol            | Джила              |
| 2009—2010 | с  | Отдел убийств      | City Homicide         | Клодия Ли          |
| 2013      | ф  | Таинственный путь  | Mystery Road          | Мэри               |